# Slovenia ai XIX Giochi olimpici invernali
La Slovenia partecipò ai XIX Giochi olimpici invernali, svoltisi a Salt Lake City, Stati Uniti, dall'8 al 24 febbraio 2002, con una delegazione di 40 atleti impegnati in otto discipline.